# Cmentarz wojenny w Sobieszczanach
Cmentarz wojenny w Sobieszczanach – cmentarz wojenny z I wojny światowej znajdujący się we wsi Sobieszczany w województwie lubelskim w powiecie lubelskim, w gminie Niedrzwica Duża. 
Cmentarz znajduje się przy drodze gruntowej około 100 m od zabudowań wsi.
Pochowano na nim około 200 żołnierzy austro-węgierskich (m.in. z 93 pułku piechoty) i rosyjskich, poległych w sierpniu-wrześniu 1914 r. oraz około 60 żołnierzy austro-węgierskich (z 3, 8, 30 lwowskiego i 93 pułku piechoty, 6 i 7 pułku piechoty Landsturm i 24 batalionu strzelców) i około 40 żołnierzy rosyjskich poległych w dniach 16-25 lipca 1915 r.